# Демократический централизм
Демократи́ческий централи́зм — форма организационного и государственного устройства, основанная на обязательности решения вышестоящих органов для нижестоящих при выборности всех органов и подотчётности их нижестоящим.

## Описание
При демократическом централизме все постановления высшего съезда советов обязательны для всех местных советов, при этом сами местные советы избираются населением и избирают делегатов в высший общегосударственный съезд советов; также постановления совета министров обязательны для местных администраций, при этом местные администрации избираются местными советами и подотчётны как местным советам, так и кабинету министров или вышестоящей местной администрации. Термин был введён Лениным в работе Государство и революция (1917). Как принцип управления обществом демократический централизм проявляется в сочетании демократизма, то есть полновластия трудящихся, выборности руководящих органов и их подотчётности народу, с централизацией — руководством единого центра, дисциплиной. Он также проявляется в сочетании разнородных властных функций в рамках одного определённого органа, отрицает разделение властей.
Является антагонистом бюрократического централизма, при котором местные администрации назначаются главой государства, а местные советы могут на ряде уровней либо отсутствовать, либо являться консультативным органом. В отличие от федерации в демократическо-централистском государстве существует только одна конституция, единые законы, гражданство и судебная система.
Также способ организационного строения партий и общественных объединений, основанных на тех же принципах. В отличие от федерации в демократическо-централистских партиях имеется единая программа и единый устав, постановления съезда партии обязательны для местных конференций и всех членов партии, при этом все местные руководящие органы партии являются выборными и подотчётны как местной конференции, так и центральному руководящему органу партии. Все партии имеют устройство либо в виде демократического централизма, либо федерации. Принцип демократического централизма лежал в основе Уставов КПСС и ВЛКСМ. Идея демократического централизма и отрицание «свободного членства» были высказаны и реализованы в России только большевиками в формате «партии нового типа».

## Примеры
Примерами демократического централизма являются Италия (с 1947 года), Польша, Норвегия, Португалия, он был представлен в Дальневосточной республике. Этот принцип декларируется в КНДР, КНР, СРВ, ЛНДР, ранее декларировался в ГДР, ЧССР, СФРЮ, НРБ, СРР, СССР.

### Библиографические пособия
- Штутина А.М. Демократический централизм - основа управления социалистическим хозяйством: Краткий список литературы / Гос. публичная ист. б-ка. М.: Б. и., 1957. - 9 с.
- Попов А. А.  Ленинские нормы партийной жизни и принципы партийного руководства : Рек. указатель литературы / Ред. К.Л. Иллюминарский / Гос. ордена Труд. Красного Знамени публичная б-ка им. М.Е. Салтыкова-Щедрина. Л.: Б. и., 1958. - 70 с.

### Работы о демократическом централизме

#### На русском языке
- Кириченко М.Г. Демократический централизм в советском хозяйственном и государственном строительстве / Всесоюз. о-во по распространению полит. и науч. знаний. М.: Знание, 1957. - 48 с.  - ([Серия 2 ; № 14]).
- Шитарев Г.И. Коллективность - высший принцип партийного руководства. М.: Моск. рабочий, 1959. - 144 с.
- Разоренова В.И. Претворение в жизнь ленинского принципа демократического централизма в управлении промышленностью / О-во по распространению полит. и науч. знаний РСФСР. - М.: Б. и., 1960. - 47 с.
- Кириченко М.Г. Демократический централизм в советском государственном строительстве / Всесоюз. ин-т юрид. наук. М.: Госюриздат, 1960. - 158 с.
- Водолазский А.Ф. Коллективность руководства большевистской партии в первые годы НЭПа. (1921-1923 гг.) / Всесоюз. о-во по распространению полит. и науч. знаний. М.: Знание, 1960. - 40 с. ; 22 см.. - ([Серия 1. История ; 15]).
- Самсонов С.В. К вопросу о демократическом централизме, как ленинском принципе управления народным хозяйством : Учеб.-метод. пособие для студентов. М.: Б. и., 1962. - 17 с.
- Федосеев А.С. Демократический централизм - ленинский принцип организации советского государственного аппарата : (Ист. очерк) / Ин-т государства и права АН СССР. М.: Госюриздат, 1962. - 247 с.
- Демократический централизм - основа организационного строения Коммунистической партии. - Воронеж : Б. и., 1962. - 18 с. ; 20 см.. - (Отдел партийных органов Воронежского обкома КПСС. Материал по Уставу КПСС для секретарей первичных парторганизаций).
- Годунов А.А. Социалистическое государство и дальнейшее развитие демократических принципов управления предприятиями. [Саратов : Изд-во Сарат. ун-та], 1963. - 17 с.
- Бор М.З., Лебедев В.Г. Централизм и демократия в управлении промышленностью. - М.: Мысль, 1966. - 70 с.
- Фелифоров Н.А. О ленинском принципе научного управления. Алма-Ата: Казахстан, 1969. - 206 с.
- Лавричев В.М. Демократический централизм - диалектический принцип организационного строения КПСС / Акад. обществ. наук при ЦК КПСС. Кафедра марксистско-ленинской философии. - Москва : Мысль, 1971. - 120 с.
- Миронов Н.В., Омаров А.М., Сенченко В.И. Ленинские принципы хозяйствования и их творческое развитие / [Под общ. ред. А.М. Омарова]; Высш. парт. школа при ЦК КПСС. Кафедра советской экономики. - Москва: Мысль, 1971. - 236 с.
- Козочкина Е.Д. Ленинский принцип демократического централизма в управлении промышленностью в действии. М.: Изд-во Моск. ун-та, 1972. - 202 с.
- Демократический централизм / Шириков Л. В., Ракитский Б. В. // Дебитор — Евкалипт. — М. : Советская энциклопедия, 1972. — (Большая советская энциклопедия : [в 30 т.] / гл. ред.  А. М. Прохоров ; 1969—1978, т. 8).
- Андреев С.С. Централизм и демократия в организации трудовых коллективов. Сыктывкар : Коми кн. изд-во, 1973. - 288 с.
- Васильев В.И. Демократический централизм в системе Советов. М.: Юрид. лит., 1973. - 231 с.
- Принцип демократического централизма в строительстве и деятельности Коммунистической партии : Материалы двусторон. науч. симпозиума, организ. Ин-том марксизма-ленинизма при ЦК КПСС и Высш. парт. школой им. Карла Маркса при ЦК СЕПГ. Берлин, 27-28 ноября 1972 г / [Ред. коллегия: П.А. Родионов и др.]. М.: Политиздат, 1973. - 223 с.
- Ерхов Г.П. Ленинский принцип демократического централизма в развитии КПСС (1921-1929 гг.) / Днепропетр. гос. ун-т им. 300-летия воссоединения Украины с Россией. Днепропетровск: Б. и., 1973. - 228 с.
- Алиев Г.А. Демократический централизм в деятельности КПСС. Баку : Азернешр, 1977. - 20 с.
- Вопросы партийного строительства в современных условиях : [Сб. статей] / Ин-т истории партии при ЦК КП Туркменистана - фил. Ин-т марксизма-ленинизма при ЦК КПСС ; Отв. ред. Б.Д. Эльбаум. - Ашхабад: Ылым, 1978. - 90 с.
- Авен Е.В. Демократический централизм в управлении социалистическим производством: (Соврем. опыт европ. стран-членов СЭВ) : Автореф. дис. на соиск. учен. степ. к.э.н / АН СССР, ВНИИ системных исслед. М., 1989. - 27 с.
- Кузич А.Е. Развитие внутрипартийной демократии - коренное направление перестройки партийной работы: (Опыт социол. анализа) : Автореф. дис. на соиск. учен. степ. к.социол.н / Акад. обществ. наук при ЦК КПСС, Центр социол. исслед. - М., 1990. - 23 с.
- Вардания Г.И. Диалектика демократии и централизма в строительстве РКП(б) (1920-1923 гг.) : Автореф. дис. на соиск. учен. степ. канд. ист. наук : (07.00.01) / МГУ им. М.В. Ломоносова. Специализир. совет К.053.05.44. - М., 1991.
- Потёмкина Т.В. Нравственный аспект внутрипартийных отношений (октябрь 1917-1920 гг.): научно-критический анализ : Автореф. дис. на соиск. учен. степ. к.ист.н / Рос. гос. социальный ин-т. - М., 1992. - 22 с.
- Боровиков А. П. Централизм и демократия в деятельности коммунистов : (для партийно-политической учёбы) / Санкт-Петерб. гор. орг. КПРФ. СПб.: СПбГО КПРФ, 2010. - 32, [2] с.

#### На иностранных языках
- Demokratischer Zentralismus und sozialistischer Arbeitsstil: Beiträge aus einem Jahr Erfahrung in der Vervollkommnung und Vereinfachung der Arbeit des Staatsapparates. Berlin: Deutscher Zentralverl., 1959. - 98 с.
- Dohlus H. Der demokratische Zentralismus-Grundprinzip der Führungstätigkeit der SED bei der Verwirklichung der Beschlüsse des Zentralkomitees / [Hrsg. von der Abt. Parteiorgane des Zentralkomitees der SED]. Berlin: Dietz, 1965. - 43 с.
- Becker W., Luft H., Schulze G. Lenin und der demokratische Zentralismus heute. Berlin: Staatsverl. der Deutschen Demokratischen Republik, 1970. - 128 с.
- Jägerman S. Demokratický centralismus bez licitací. Praha: "Svoboda", [1971]. - 168 с.
- Tiersky R. Ordinary Stalinism: Democratic centralism and the question of communist political development. Boston etc.: Allen & Unwin, cop. 1985. - XIII, 209c.
- Salmenkari T. Democracy, participation, and deliberation in China: the discussion in the official Chinese press, 1978-1981 (Studia Orientalia ; 104). Helsinki : Finnish Oriental soc., 2006. - [5], 736, XVIII c.